# Zinfandel

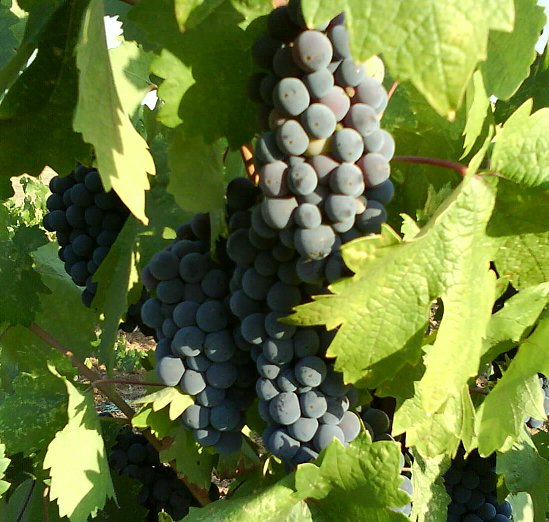
Racimo de zinfandel

La zinfandel  es una variedad de uva tinta. La variedad abarca el 11,34% de los viñedos de California. El análisis de su ADN ha revelado que es la misma uva que en Croacia se conoce como crljenak kaštelanski y tribidrag, y que en la región italiana de Apulia (donde se introdujo en el siglo XVIII) se conoce como primitivo. La uva se llevó a los Estados Unidos a mediados del siglo XIX, donde se dio a conocer por variaciones de un nombre aplicado a otra uva, probablemente la "Zierfandler" austríaco.
Esta uva produce un vino tinto robusto, aunque en los Estados Unidos también se produce un vino semidulce rosado llamado white zinfandel que se vende seis veces más que el tinto. El alto contenido en azúcar de la uva puede provocar que en la fermentación se alcancen niveles de alcohol que superen el 15%.
El sabor del vino tinto depende del nivel de madurez de las uvas con las que se hace. Los sabores a frutos rojos como frambuesa predominan en vinos de áreas vitivinícolas más frías mientras que el sabor a mora, anís y pimiento son más comunes en áreas más cálidas y los vinos hechos de los clones de primitivo que han madurado antes.

## Historia

### Europa (6000 a.C.–1870)
La evidencia arqueológica indica que la domesticación de la vitis vinifera tuvo lugar en el Cáucaso en torno al 6000 a. C. y la vinificación se descubrió poco tiempo después. El cultivo de la vid se difundió por el Mediterráneo y las regiones circundantes. Croacia tuvo algunas variedades endémicas parientes de la zinfandel, que fueron la base de su industria vinícola en el siglo XIX. Esta diversidad sugiere que esta vid ha crecido en Croacia durante más tiempo que en ningún otro lugar. No obstante, estas variedades quedaron prácticamente extintas por la epidemia de filoxera que tuvo lugar a finales del siglo XIX, lo que redujo el número de cepas de zinfadel a nueve. Fue descubierta en 2001 en la región croata de Dalmacia, donde es conocida como crljenak kaštelanski.
El primer uso documentado del nombre "primitivo" aparece en una publicación gubernamental italiana de 1870.  El nombre hace referencia a la tendencia que tiene de madurar antes que las otras variedades. Este nombre aparece 40 años después de la primera mención documentada del nombre zinfandel. Al principio se pensaba que la variedad había sido introducida en Italia desde el Nuevo Mundo, pero esto cambió cuando se descubrió su origen croata.
Hoy se considera que la primitivo fue un clon de esta variedad introducido en Apulia, Italia, en el siglo XVIII. Francesco Filippo Indellicati, sacerdote de la iglesia de Gioia del Colle, cerca de Bari, seleccionó una plantón de la variedad zagarese que manduraba antes y lo plantó en Liponti. Este clon maduraba a finales de agosto y se difundió por el norte de Apulia. Los esquejes de primitivo llegaron a otra área DOC cuando la condesa Sabini de Altamura se casó con Tomaso Schiavoni-Tafuri de Manduria a finales del siglo XIX.

### Costa este de los Estados Unidos (1829–1850)
La llegada de la zinfandel a los Estados Unidos podría haberse realizado con plantones del Vivero Imperial de Viena, Austria, que probablemente obtuvo las vides durante el gobierno de monarquía Habsburgo sobre Croacia, que se produjo cuando Austria adquirió Dalmacia a la antigua República de Venecia en 1797. George Gibbs, un horticultor de Long Island, recibió envíos de uvas desde Schönbrunn y otros lugares de Europa entre 1820 y 1829. El académico Sullivan sugirió que la "black zinfardel of Hungary" mencionada por William Robert Prince en su obra A Treatise on the Vine (1830) podría hacer referencia a una de las adquisiciones de Gibbs en 1829. Webster sugiere que el nombre es una modificación de la palabra húngara tzinifándli (czirifandli), que deriva de la palabra alemana zierfandler, que es una uva de la región austríaca de Thermenregion.
Gibbs visitó Boston en 1830 y Samuel Perkins empezó a vender zenfendal poco después de aquello. En 1830, Gibbs suministró también a Prince con "Black St. Peters", una variedad similar que podría provenir de Inglaterra, donde muchas vides tienen "St. Peters" en sus nombres. Se sabe poco sobre esta vid, aunque se sabe que la Black St. Peters que llegó a California en la década de 1850 se conoció como zinfandel a partir de la década de 1870.
En 1835 Charles M. Hovey, que contaba con los viveros más importantes de Boston, recomendó la "zinfindal" como uva de mesa, y pronto se cultivó ampliamente en invernaderos para la producción de uva de mesa. La primera referencia a la elaboración de vino de zinfindal aparece en Practical Treatise in the Culture and Treatment of the Grape Vine (1847) de John Fisk Allen. Mientras, la moda de los cultivos en invernaderos decayó en la década de 1850 y los agricultores dirigieron su atención a la uva concordia y a otras que también se podían cultivar al aire libre en Boston.

### California (1850–1933)
Prince y otros propietarios de viveros como Frederick W. Macondray se unieron a la Fiebre del Oro de California en la década de 1850 y se llevaron la zinfandel con ellos. Prince anotó en su diario que la uva seca era "perfecta para crecer" y que crea que la zinfandel era similar a la "black Sonora" que había encontrado en California. Cuando la vid conocida como  "Black St. Peters" llegó a California se la consideró al principio como una variedad diferente, pero en la década de 1870 se descubrió que era igual a la zinfandel.
Joseph W. Osborne podría haber sido el que elaboró el primer vino de zinfandel en California. Plantó zinfandel de Macondray en su viñedo Oak Knoll, al norte de Napa, y su vino fue muy valorado en 1857. Posteriormente, las plantaciones de zinfandel aumentaron notablemente y a finales del siglo XIX era la variedad más difundida de California.
Las vides antiguas de zinfandel son atesoradas para la producción de vino tinto premium, pero muchas fueron arrancadas en la década de 1920, durante los años de la Ley Seca (1920-1933), pero no por la razón más evidente. Incluso durante la Ley Seca, la vinificación casera siguió siendo legal y algunos viñedos decidieron vender las uvas para hacer vino en casa. Mientras que la zinfandel se hacía popular en los hogares que estaban cerca de las regiones vinícolas, podía pudrirse en el largo viaje hacia los mercados de la costa este. La gruesa piel de la Alicante Bouschet la hacía menos propensa a la putrefacción, de modo que esta uva y otras similares fueron ampliamente plantadas para ese mercado. En 1931 se fletaron 3000 vehículos (unas 34 000 toneladas) de zinfandel y 6000 vehículos de Alicante Bouschet.

### Redescubrimiento tras la Ley Seca (1933-actualidad)
En la década de 1930 la industria vinícola se había debilitado debido a la Gran Depresión y a la Ley Seca. Muchos viñedos sobrevivieron suministrando al mercado doméstico del Valle Central de California, que no es un ambiente óptimo para el cultivo de zinfandel. Por esto, el fin de la Ley Seca se mantuvieron unos pocos cultivos de uvas de calidad, y la zinfandel cayó en el olvido y fue usada a menudo para mezclas de vinos fortificados. No obstante, algunos productores mantuvieron su interés en hacer vinos monovarietales con esta uva.
A mediados del siglo XX los orígenes de la zinfandel de California ya habían sido olvidados. En 1972, un escritor de temas de enología británico escribió "hay una uva californiana fascinante, la zinfandel, que se dice que viene de Hungría, aunque la cepa es desconocida actualmente en ese lugar". En 1974 y en 1981, los escritores estadounidenses la describieron como "original de California, que no crece en otro lugar" y como "la uva tinta propia de California".
En 1972, el productor Bob Trinchero, de la bodega Sutter Home Winery, decidió drenar un poco de jugo de las cubas para impartir más taninos y color al vino de zinfandel del viñedo Deaver. Posteriormente vinificó este jugo para hacer un vino seco e intento venderlo con el nombre de Oeil de Perdrix, un vino suizo hecho con el método saignée para vino rosado. La Oficina de Alcohol, Tabaco, Armas de Fuego (AFT, por sus siglas en inglés) estadounidense insistió en que el nombre fuese traducido al inglés, por lo que se le añadió "white zinfandel" al nombre y se vendieron 220 cajas. En ese momento, la demanda de vino blanco superaba la disponibilidad de uvas de vino blanco, lo que animó a otros  productores a hacer vino blanco de uvas tintas, haciendo que la piel tuviera un contacto mínimo con el mosto para no colorearlo. No obstante, en 1975 el productor Bob Trinchero experimentó una parada de fermentación, que es un problema causado cuando la levadura muere antes de convertir todo el azúcar en alcohol. Separó el vino durante dos semanas, lo probó y decidió vender ese vino rosado azucarado. Al igual el Mateus Rosé en la Europa posterior a la II Guerra Mundial, este vino white zinfandel semidulce se hizo inmensamente popular. El white zinfandel representa actualmente un 9,9% del volumen de ventas de vino de Estados Unidos (6,3% en valor), lo que supone seis veces más que las ventas de vino tinto de zinfandel. La mayor parte del white zinfandel se elabora con uvas cultivadas con este fin en el Valle Central de California.
Los críticos consideraron que el vino white zinfandel era insípido y poco interesante en la década de los 70 y 80, aunque los white zinfandels modernos tienen un sabor más afrutado y un dulzor menos empalagoso. No obstante, el éxito de este vino rosado salvó a muchas vides de algunas áreas que volvieron a producir vino tinto zinfandel premium a finales del siglo XX, cuando se volvió a poner de moda. Aunque tanto el vino rosado como el tinto tienen un sabor totalmente distinto, ambos están realizados de la misma uva tinta, procesada de una manera diferente.

## Relación con la primitivo, la crljenak kaštelanski y la tribidrag

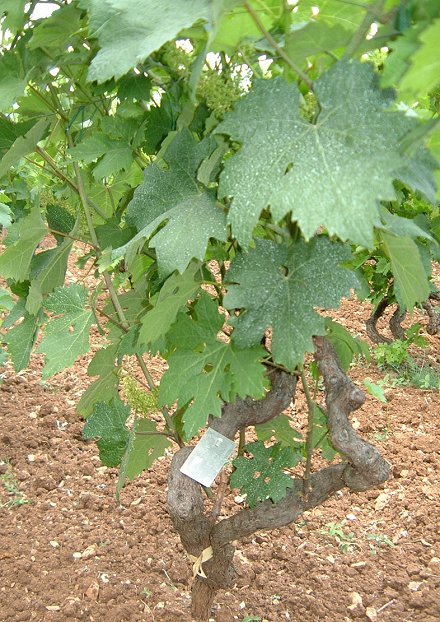
Una vid de crljenak kaštelanski en el viñedo donde fue descubierta. La etiqueta metálica de la Universidad de Zagreb indica que esta vid está reservada para la investigación genética.

El zinfandel se ha considerado "el vino y la vid de América" pero cuando el profesor Austin Goheen, de la Universidad de California en Davis, visitó Italia en 1967 notó que el vino de primitivo le recordaba al de zinfandel. Otros profesionales también se percataron de esa relación en aquel entonces. La primitivo fue llevada a California en 1968 y los ampelógrafos declararon que era idéntica a la zinfandel en 1972. El primer vino de primitivo realizado en California en 1975 era idéntico al de zinfandel. En 1975, el doctor Wade Wolfe demostró que ambas variedades tenían el mismo isozyme.
El doctor Lamberti, de Bari, le sugirió a Goheen en 1976 que la primitivo podría ser la variedad croata plavac mali. En 1982 Goheen confirmó que ambas eran similares pero no idénticas, probablemente mediante un análisis de su isozyme. Algunos croatas, no obstante, pensaban que la plavac mali era igual a la zinfadel. Entre ellos estaba el productor croata Mike Grgich. En 1991 Grgich y otros productores en la Zinfandel Advocates and Producers (ZAP) con el objetivo de promover la variedad zinfandel y su vino, así como para apoyar la investigación científica sobre esa variedad.  Con apoyo de esta asociación, Carole Meredith, profesora de la Universidad de California en Davis, fue a Croacia y recolectó unos 150 plantones de plavac mali en la región de Dalmacia en colaboración con la Universidad de Zagreb.
En 1993 Meredith usó el perfil de ADN para confirmar que la primitivo y la zinfandel eran clones de una misma variedad. En el campo comparativo, los análisis han descubierto que "las selecciones de primitivo son generalmente superiores a las de zinfandel, por tener una madurez afrutada más temporana, un rendimiento similar o superior y una susceptibilidad similar o más bajo a la putrefacción". Esto concuerda con la teoría de que la primitivo fue seleccionada de entre los clones de maduración temprana de una uva croata.
En 1998 el equipo de Meredith publicó que la plavac mali no era la zinfandel pero más bien una era padre de la otra. En el 2000 descubrieron que la primitivo/zinfandel era un padre de la plavac mali. El otro padre de la plavac mali fue determinado por Ivan Pejić y Edi Maletić (Universidad de Zagreb). Resultó ser la dobričić, una variedad antigua de la isla de Šolta, en el mar Adriático.
Esta investigación continuó en costa central de Dalmacia y a las islas cercanas. Se encontró una coincidencia en el ADN de las muestras. La coincidencia vino de una vid escogida en 2001 en el viñedo de Ivica Radunić, en Kaštel Novi. Esa crljenak kaštelanski parecía encontrarse en la cuna de la primitivo/zinfandel, aunque se produjeron algunas divergencias genéticas cuando ambas se separaron. En la actualidad, Meredith se refiere a la variedad como ZPC (por zinfandel/primitivo/crljenak kaštelanski).
Los viñedos de Croacia contienen solamente nueve cepas de la variedad crljenak kaštelanski mezcladas con cientos de otras variedades de vides. En 2002, se encontró en la ciudad de Omiš, en la costa de Dalmacia, una cepa conocidas localmente como pribidrag. La crljenak kaštelanski y la pribidrag fueron propagadas en california por Ridge Vineyards, aunque las infecciones víricas retrasaron su desarrollo. El primer vino croata ZPC fue realizado por Edi Maletić en 2005. Mientras, las plantaciones de primitivo han aumentado en California, donde parece crecer de forma menos vigorosa que la zinfandel. Sus vinos son conocidos por tener un sabor más picante y a mora.
En el libro Wine Grapes realizado en 2012 por los expertos en vino Jancis Robinson y Julia Harding, y con el genetista de uvas suizo José Vouillamoz detallaron la investigación sobre los orígenes de la zinfandel. Tras años de investigaciones de ADN de cepas de todo el mundo, una sola vid de 90 años del jardín de una señora mayor en Split, Croacia, dio la evidencia de que la zinfandel era una uva croata conocida como tribidrag, al menos, desde el siglo XV.

### Aspectos legales
Le regulación local del etiquetado está tomando nota de las evidencias del ADN. Este proceso ha sido ralentizado por disputas comerciales. La Unión Europea reconoció a zinfandel como sinónimo de primitivo en enero de 1999, lo que significa que los vinos de primitivo italianos pueden ser etiquetados como zinfandel y exportados de esa forma a los Estados Unidos y a otros países. Los productores italianos se han beneficiado de esta norma y han exportado a los Estados Unidos vinos etiquetados como zinfandel, con la aprobación de la Oficina de Impuestos y Comercio de Alcohol y Tabaco (TTB, por sus siglas en inglés) estadounidense.
En diciembre de 2007 la TTB puso en su lista a la zinfandel y a la primitivo como variedades para vino estadounidense, pero no fueron colocadas como sinónimos. 
La AFT propuso en 2002 que fuesen reconocidas como sinónimos, pero no se tomó ninguna decisión sobre esta propuesta (RIN 1513–AA32, formalmente RIN 1512-AC65).

## Regiones

### Estados Unidos

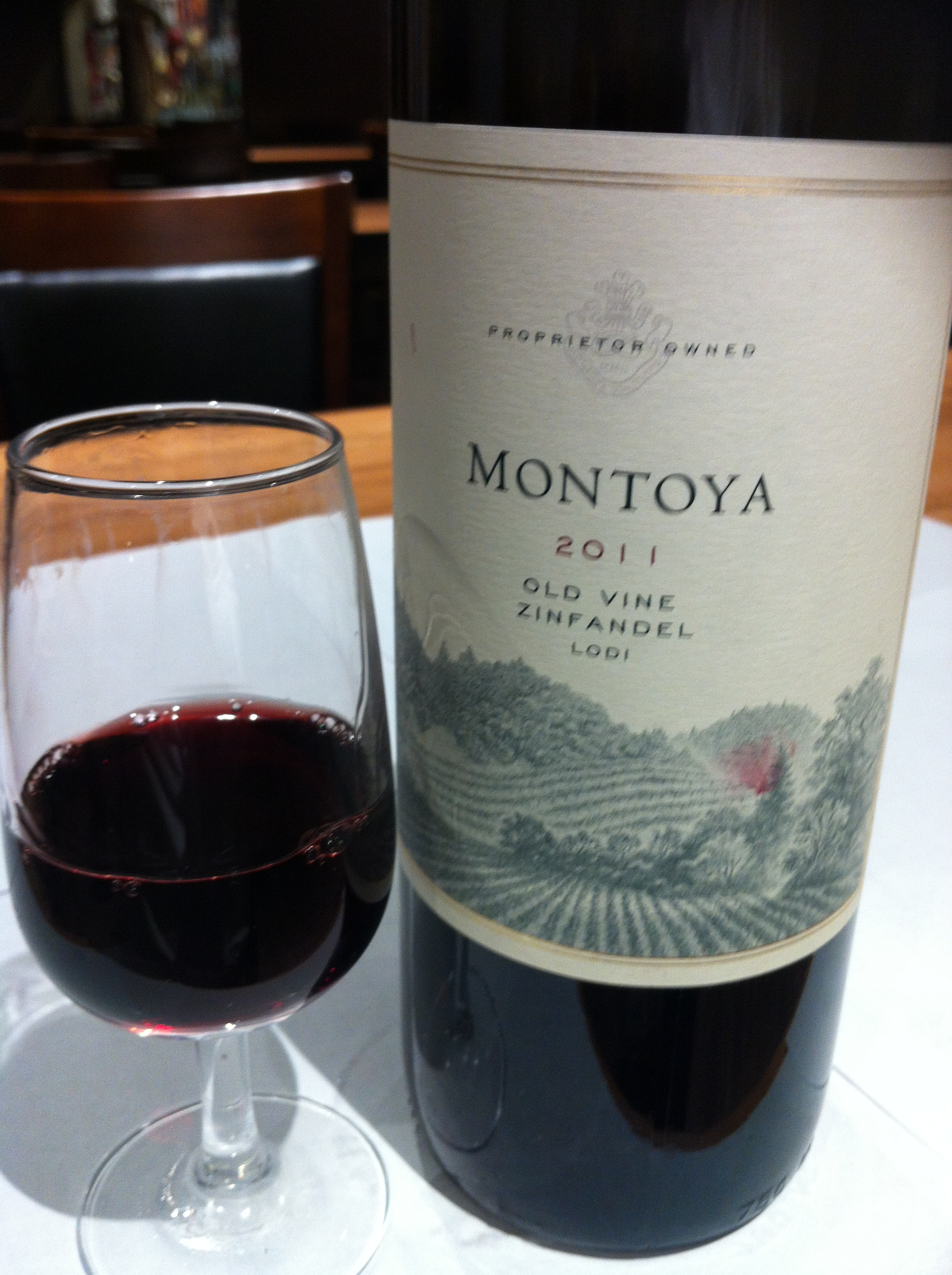
Una vino añejo de zinfandel del AVA Lodi, en California.

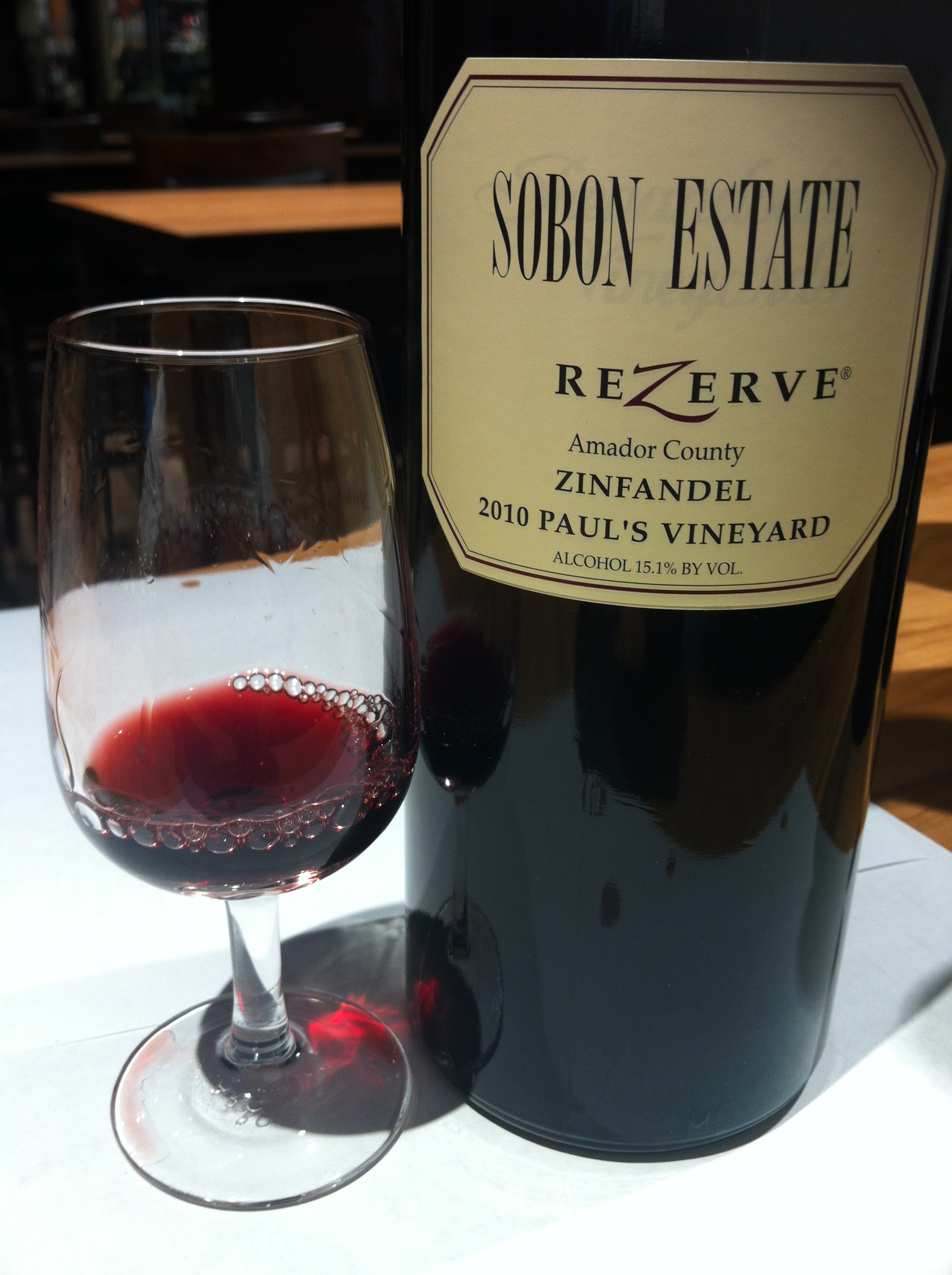
Vino de zinfandel del condado de Amador.

En los Estados Unidos la zinfandel crece sobre todo en California. Los productores estadounidenses la vinifican en estilos que van desde vinos de postre con uvas cosechadas tarde, vinos rosados (white zinfandel), vinos tintos ligeros al estilo de Beaujolais y vinos fortificados al estilo de los de Oporto. La calidad y el carácter de los zinfandel estadounidenses se debe sobre todo al clima, a la localización, a la edad del viñedo y a la tecnología empleada por el productor.
Históricamente, se plantaron vides de zinfandel en California mezcladas con durif (petite sirah), cariñena, garnacha, monastrell, misión y moscatel. Aunque la mayoría de los viñedos actualmente están segregados por variedades, algunos productores californianos continúan mezclando la zinfandel con otras variedades, sobre todo con la petite sirah. La zinfanadel abarca aproximadamente el 11% de los viñedos de California. Cada año se vinifican unas 350000 toneladas aproximadamente, lo que la sitúa como la tercera uva del estado detrás de la chardonnay y de la cabernet sauvignon y justo por encima de la merlot.

#### California
En California, el 20% de los condados donde crece la zinfandel albergan el 80% del total de la zinfandel de los viñedos californianos. El condado de San Joaquín, el condado Stanislaus y el condado Madera producen zinfandel sobre todo para mezclarla con otras variedades en el vino de garrafa.
Las zonas de California se consideran lugares excepcional para la zinfandel. Cada zona produce un vino con un sabor característico:
- El condado de Amador tiene la reputación de producir vinos zinfandel con mucho cuerpo. La maduración extra de las uvas ha sido definida como amermelada y con aromas a frutos dulces.[45]
- Aunque la AVA de Montes Santa Cruz, dentro de la región AVA del valle de Santa Clara, produce solo 9 ha de zinfandel,[44] su vino de esta variedad es conocido por su complejidad y su profundidad.[42]
- El condado de Sonoma tiene la segunda mayor área de zinfandel, solo por detrás de la del condado de San Joaquín.[44]
- En el condado está la AVA del valle Dry Creek, conocida por producir un zinfandel muy afrutado, una acidez equilibrada y notas a mora, anís y pimienta.[5][42] El Dry Creek Valley produce varios estilos de zinfandel, del muy alcohólico al estilo del condado de Amador, a otros más equilibrados con notas picantes.[45]
- El condado de San Luis Obispo, sobre todo en la AVA Paso Robles con sus días cálidos y sus tardes marítimas frías[45] produce un zinfandel conocido por ser suave y redondo en boca.[42]
- Mientras que la AVA Napa Valley es conocida sobre todo por su cabernet sauvignon, su merlot y su syrah, Napa también produce un vino de zinfandel descrito como "aciruelado", de sabor fuerte y notas a frutos rojos, cedro y vainilla.[5][42] El zinfandel del valle de Napa tiende a hacerse en un estilo claret, como el de los vinos de Burdeos.[45]
- El AVA del valle del río Ruso suele producir mejor durante las añadas cálidas. Cuando esto no ocurre, las uvas no maduran por completo y conservan una acidez excesiva.[42] Esta área tiene muchas "vides viejas" de zinfandel, caracterizadas por unos vinos con notas picantes y más bajos en alcohol que en zinfandel de otras regiones.[45]
- El condado de Mendocino tiene el reconocimiento de AVA y su vino zinfandel se ha considerado de alta calidad, pero es menos conocido porque no ha sido muy comercializado.[45]
- El AVA Lodi tiene algunos de las vides más antiguas de California. Aunque ha sido usada para la producción de white zinfandel, el vino tino zinfandel de Lodi tiene la reputación de ser muy jugoso y aprovechable.[42]

### Italia
La mayoría de la primitivo crece en Apulia. Se calcula que es la duodécima uva más plantada del país. Las tres principales áreas DOC son Primitivo di Manduria, Gioia del Colle Primitivo Riserva) y Falerno del Massico Primitivo (Riserva o Vecchio). La DOC Manduria produce vinos tintos, dulces (Dolce Naturale) y fortificados (Liquoroso Dolce Naturale, Liquoroso Secco). El vino de Falerno requiere un mínimo del 85% de primitivo. Gioia del Colle Rosso y Rosato contienen un 50-60% de primitivo y Cilento Rosso/Rosato contiene en torno al 15%.
Históricamente, la uva era fermentada y mandada al norte a la Toscana y al Piamonte, donde se usaba como uva de mezcla para añadir cuerpo a los vinos finos producidos en esas áreas. Cuando empezó a descubrirse la relación entre la primitivo y la zinfandel aumentó la producción de monovarietales. Hoy, la mayoría de los vinos primitivo italianos se hacen como vinos rústicos y con un contenido de alcohol de más del 16%. Algunos productores italianos envejecen el vino en barricas nuevas de roble americano para imitar el zinfandel estadounidense.

### Otras regiones
El término croata crljenak kaštelanski no se puso en las botellas en Croacia hasta que no se desveló la relación con la zinfandel. La Universidad en California en Davis envió clones de zinfandel y primitivo al profesor Maletić, que los plantó la isla de Hvar. Él hizo su primer vino ZPC en Croacia en 2005. Hay una gran demanda de uvas tintas en el país y el gobierno ha apoyado continuar con las búsquedas. Académicos del departamento de viticultura y enología de la Universidad de Zagreb dijeron haber encontrado 22 cepas de crljenak kaštelanski en Croacia en 2001 y en 2008 ya habían encontrado unas 2000.
En la Baja California, México, se han encontrado vides de esta variedad de la década de 1930.
También hay pequeñas plantaciones de zinfandel en Australia Occidental, en Mudgee (Nueva Gales del Sur) y en el McLaren Vale (Australia Meridional).
Sudáfrica tiene una pequeña producción de zinfandel. El vino de una de sus fincas ha sido muy valorado y ha recibido un premio internacional.

## Viticultura y vinificación

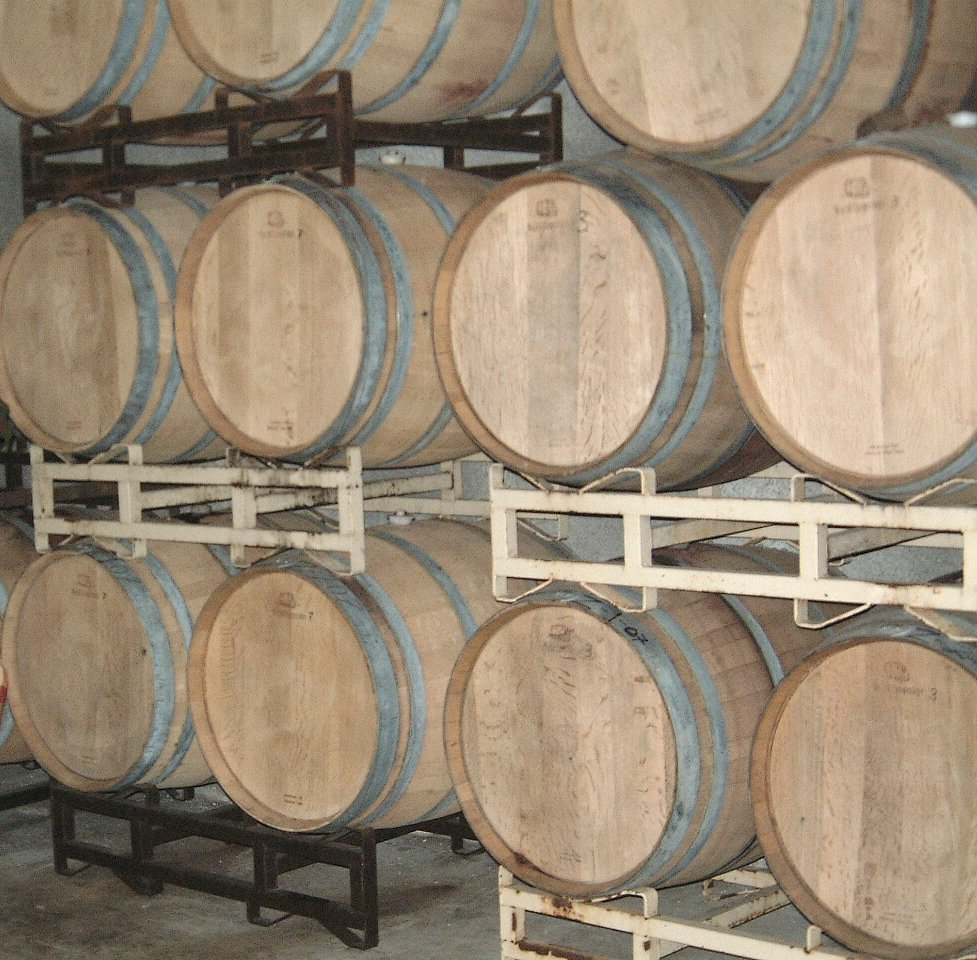
Vino de zinfandel envejeciendo en barricas.

Las vides de zinfandel son muy vigorosa y crecen mejor en climas algo cálidos pero no demasiado, porque las uvas podrían arrugar en climas muy cálidos. Las uvas de zinfandel tienen la piel fina y crecen en racimos grandes y apretados que son susceptibles a la putrefacción. La fruta madura pronto y produce un zumo muy azucarado. Si las condiciones climáticas lo permiten, las uvas pueden cosecharse de forma tardía para hacer vino de postre. La zinfandel es valorada a menudo por su habilidad para reflejar unas características u otras en función de su terruño y de su estilo de vinificación.
Las uvas exhiben un patrón desigual de maduración: un solo racimo puede contener uvas que están madurando, uvas sobre-maduras y uvas verdes no maduras. Algunos productores eligen vinificar los racimos con estos niveles variados de madurez, mientras que otros cosechan a mano los racimos e incluso las uvas por separado en múltiples pases a través de los viñedos durante varias semanas.
Esta laboriosa práctica es una de las razones del alto precio de algunos vinos de zinfandel.
Los vinos tintos de zinfandel han recibido críticas por contener demasiado alcohol, aunque las técnicas de vinificación modernas han ayudado a hacerlos más cercanos a la demanda. Por otro lado, los productores de zinfandel como Joel Pterson de Ravenswood creen que las técnicas para quitar alcohol, como la osmósis inversa y la spinning cone suprimen las características del terruño del vino. Si un vino tiene taninos y otros componentes para equilibrarse con el 15% de alcohol, dice Peterson, puede aceptarse como tal.
Entre los factores que afectan al sabor del vino están el tiempo de fermentación, el tiempo de maceración en contacto con la piel, el nivel de crianza en barrica y los grados Brix de las uvas cosechadas. La zinfandel normalmente es cosechada temprano cuando tiene 20° Bx y puede desarrollar un vino con su propio carácter, aunque algunos ejemplares pueden desarrollar notas a tabaco y piel de manzana. A 23° Bx (el grado en el que muchas uvas se consideran "maduras") desarrollan sabores a fresa. Los sabores a cereza aparecen cuando la uva tiene 24°Bx y las notas a mora cuando tiene 25°Bx.

## Sinónimos
Los sinónimos son crljenak kaštelanski, gioia del colle, locale, morellone, plavac veliki, primaticcio, primativo, primitivo, primitivo di gioia, primitivo nero, uva della pergola, uva di Corato, zin (informal), ZPC, black St. Peters, zenfendal, zinfardel, zinfindal, taranto, zeinfandall, zinfardell, zinfindel y zinfandal.